# Szinnyei József-díj
A Szinnyei József-díj azoknak a könyvtárosoknak adományozható állami kitüntetés, akik hosszabb időn át kiemelkedő teljesítményt nyújtottak, és tevékenységükkel, kezdeményezéseikkel szakterületük fejlődését segítik elő. A díjat évente, augusztus 20-án, hat (2013-tól négy) személy kaphatja. (2010-ben kivételesen októberben adták át.) Első alkalommal 1992-ben osztották ki. (A Szinnyei József-díjat a miniszter adományozza, szakmai kuratórium javaslata alapján. A kuratórium tagjait – a szakmai szervezetek javaslata alapján – a miniszter kéri fel.)
2013. január 1-jén lépett hatályba az emberi erőforrások minisztere által adományozható elismerésekről szóló 49/2012. (XII. 15.) EMMI rendelet, mely rendelet 1. számú mellékletének 29. pontja tartalmazza a díjra, illetve adományozására vonatkozó új rendelkezéseket.
A kitüntetett adományozást igazoló okiratot és érmet kap. Az érem Szilágyi Bernadett szobrászművész alkotása: kerek alakú, bronzból készült, átmérője 80, vastagsága 8 milliméter, egyoldalas, Szinnyei József domború arcképét ábrázolja, és SZINNYEI JÓZSEF-DÍJ felirattal van ellátva. A díj képe.

## Díjazottak

### 1992
- Gerő Zsoltné, az Országos Széchényi Könyvtár Könyvtártudományi és Módszertani Központ nyugalmazott osztályvezetője
- Lécesné Mesterházi-Nagy Márta, a Budapesti Műszaki Egyetem Központi Könyvtárának igazgatóhelyettese
- Pajkossy György, az Országos Széchényi Könyvtár nyugalmazott főosztályvezetője
- Sándor István, a Néprajzi Múzeum nyugalmazott könyvtárvezetője
- Sinay Jenő, a győri Kisfaludy Károly Megyei Könyvtár igazgatója
- Surányi Imre, az Egri Főegyházmegyei Könyvtár nyugalmazott főmunkatársa

### 1993
- Balogh György, a Mezőkovácsházai Városi Könyvtár igazgatója
- Berlász Jenő, az Országos Széchényi Könyvtár nyugalmazott tudományos munkatársa
- Jáki László, az Országos Pedagógiai Könyvtár és Múzeum főmunkatársa
- Kamarás István, az Országos Közoktatási Intézet tudományos munkatársa
- Péter László, a szegedi József Attila Tudományegyetem egyetemi tanára
- Schneller Károly, az Országos Széchényi Könyvtár munkatársa (posztumusz)

### 1994
- Balogh Ferencné, a veszprémi Eötvös Károly Megyei Könyvtár igazgatóhelyettese
- Gereben Ferenc olvasáskutató, a Közép-Európa Intézet Teleki Alapítványának főmunkatársa
- Kertész Gyula, az Országos Széchényi Könyvtár osztályvezetője
- Komjáthy Miklósné, az Országos Széchényi Könyvtár osztályvezetője
- Vitályos László, a Magyar Tudományos Akadémia Könyvtára főosztályvezetője
- Zallár Andor, a szegedi Szent-Györgyi Albert Orvostudományi Egyetem Könyvtárának igazgatója

### 1995
- Bereczky László, a Könyv, Könyvtár, Könyvtáros nyugalmazott főszerkesztője
- Boda Miklósné, a pécsi Janus Pannonius Tudományegyetem Könyvtárának osztályvezetője
- Celler Zsuzsanna, az Országos Pedagógiai Könyvtár és Múzeum főtanácsosa
- Csomor Tibor, a Fővárosi Szabó Ervin Könyvtár nyugalmazott főosztályvezető-helyettese
- Dezső László, a Nehézipari Műszaki Dokumentációs és Fordító Iroda nyugalmazott módszertani előadója
- Weisz Gábor, a Váci Városi Könyvtár igazgatója

### 1996
- Borsosné Muraközy Nóra könyvtáros (Párizs)
- Dömötör Lajosné, a Veszprémi Egyetem Könyvtárának igazgatója
- Győri Erzsébet, az Országos Széchényi Könyvtár Könyvtártudományi és Módszertani Központ igazgatóhelyettese
- Ramháb Mária, a kecskeméti Katona József Megyei Könyvtár igazgatója
- Tőkés László, a Magyar Tudományos Akadémia Könyvtára nyugalmazott osztályvezetője
- Viczián János lexikonszerkesztő (nem vette át)[5]

### 1997
- Gócza Gyuláné, a Fővárosi Szabó Ervin Könyvtár zenei gyűjteményének osztályvezetője
- Herczeg Ágnes, a Paksi Városi Könyvtár vezetője
- Korompai Gáborné, a Kossuth Lajos Tudományegyetem Könyvtárának nyugalmazott könyvtárosa
- Nagy Anikó, az Országos Széchényi Könyvtár könyvtárosa, osztályvezető
- Szabó Sándor, az Eötvös Loránd Tudományegyetem Tanárképző Főiskolai Karának tanszékvezető főiskolai docense
- Szántó Péter, az Országos Műszaki Könyvtár igazgatója

### 1998
- Bánhegyi B. Miksa, a Pannonhalmi Főapátsági Könyvtár igazgatója
- Bellon Tiborné, a Karcagi Városi Könyvtár nyugalmazott igazgatója
- Bényei Miklós, a Hajdú-Bihar Megyei Könyvtár igazgatóhelyettese
- Busa Margit, az Országos Széchényi Könyvtár nyugalmazott főmunkatársa
- Juhász Jenő, az Országos Idegennyelvű Könyvtár főigazgatója
- Szelle Béla, az Eötvös Loránd Tudományegyetem Bölcsészettudományi Kara Központi Könyvtárának igazgatója

### 1999
- Babiczky Béla nyugalmazott egyetemi oktató
- Botka Ferencné Lakatos Éva, az Országos Széchényi Könyvtár munkatársa
- Halász Béla, az Eötvös Károly Megyei Könyvtár igazgatója
- Huszár Ernőné, a Budapesti Közgazdaságtudományi Egyetem Központi Könyvtárának főigazgatója
- Ottovay László, az Országos Széchényi Könyvtár főosztályvezetője
- Vassné Mészáros Katalin, a kecskeméti Katona József Megyei Könyvtár igazgatóhelyettese

### 2000
- Deé Nagy Anikó, a marosvásárhelyi Teleki-Bolyai Könyvtár nyugalmazott intézményvezetője
- Kastaly Beatrix, az Országos Széchényi Könyvtár osztályvezetője
- Kiss László, a Pest Megyei Könyvtár igazgatóhelyettese
- Lévay Botondné, a Debreceni Egyetemi és Nemzeti Könyvtár főigazgatója
- Nagy Éva, a Vas Megyei Könyvtár igazgatóhelyettese
- Zalainé Kovács Éva, a Szent István Egyetem Kertészeti, Élelmiszer-tudományi és Tájépítészeti Központ Könyvtárának és Levéltárának igazgatója

### 2001
- Cserey Lászlóné, a Szent István Egyetem Állatorvos-tudományi Könyvtár nyugalmazott igazgatója
- Rozsondai Marianne, a Magyar Tudományos Akadémia Könyvtára osztályvezetője
- Suppné Tarnay Györgyi, a Debreceni Egyetem Matematikai és Informatikai Intézetének adjunktusa
- Szabó Imréné, a győri Kisfaludy Károly Megyei Könyvtár igazgatóhelyettese
- Varga Róbert, a kaposvári Megyei és Városi Könyvtár igazgatója

### 2002
- Gyuris György, a Somogyi Könyvtár igazgatója
- Kiss Gábor, a Zalaegerszegi Megyei Könyvtár igazgatója
- Kocsis István, a hatvani Városi Könyvtár igazgatója
- Kovács Ilona, az Országos Széchényi Könyvtár nyugalmazott osztályvezetője
- Muckenhaupt Erzsébet, a Csíki Székely Múzeum könyvtárosa
- Sándor P. Tibor, a Fővárosi Szabó Ervin Könyvtár Budapest Gyűjteményének vezetője

### 2003
- Bertalanné Kovács Piroska, a Jász-Nagykun-Szolnok megyei Verseghy Ferenc Könyvtár igazgatója
- Egyházi Tiborné, a Veszprémi Egyetemi Könyvtár szakmai vezetője
- Engel Tibor, a Bródy Sándor Megyei és Városi Könyvtár igazgatója
- Gádor Ágnes, a Liszt Ferenc Zeneművészeti Egyetem Könyvtára igazgatóhelyettese
- Herczigné Mlakár Erzsébet, a József Attila Megyei Könyvtár igazgatóhelyettese
- Rády Ferenc, az Országos Széchényi Könyvtár általános főigazgató-helyettese

### 2004
- Berke Barnabásné, az Országos Széchényi Könyvtár Gyűjteményfejlesztési Főosztály és Nemzeti Bibliográfiai Központ irányítója
- Gellér Ferencné, a debreceni Méliusz Juhász Péter Megyei Könyvtár igazgatója
- Pallósiné Toldi Márta, a szombathelyi Berzsenyi Dániel Könyvtár igazgatója
- Redl Károly, az Országgyűlési Könyvtár tájékoztatási igazgatója
- Szabó Sándor, a British Council Könyvtárának igazgatója
- Yamajiné Apor Éva, a Magyar Tudományos Akadémia Könyvtára Keleti Gyűjteményének osztályvezetője

### 2005
- Bellérné Horváth Cecília, a celldömölki Kresznerics Ferenc Városi Könyvtár igazgatója
- Beniczky Péterné, a Kodolányi János Főiskola könyvtárának vezetője
- Elekes Eduárdné, a szekszárdi Illyés Gyula Megyei Könyvtár igazgatója
- Jónás Károly, az Országgyűlési Könyvtár munkatársa
- Murányi Lajos szakíró, a Magyar Tudományos Akadémia Könyvtára munkatársa
- Plihál Katalin, az Országos Széchényi Könyvtár munkatársa

### 2006
- Bakos Klára, a Zrínyi Miklós Nemzetvédelmi Egyetem Egyetemi Központi Könyvtár igazgatója
- Bartos Éva, a Könyvtári Intézet igazgatója
- Karbach Erika, a Fővárosi Szabó Ervin Könyvtár osztályvezetője
- Krasznahorkai Géza, a gyulai Mogyoróssy János Városi Könyvtár igazgatója
- Orosz Ágnes, a Budapesti Corvinus Egyetem Közigazgatástudományi Kar Kari Szakkönyvtárának vezetője
- Oroszlánné Mészáros Ágnes, a balassagyarmati Madách Imre Városi Könyvtár igazgatója

### 2007
- Hegyközi Ilona, a Könyvtári Intézet osztályvezetője
- Hernádi László Mihály, a Pécsi Tudományegyetem Könyvtárának nyugalmazott igazgatója
- Nagy László, a nyíregyházi Móricz Zsigmond Megyei és Városi Könyvtár igazgatója
- Pelle Sándor, a gyöngyösi Vachott Sándor Városi Könyvtár igazgatója
- Pesti Ernő, a Fővárosi Szabó Ervin Könyvtár központi könyvtárának tájékoztató könyvtárosa
- Szabóné Balogh Clarissa, a Semmelweis Egyetem Központi Könyvtárának szolgáltatásvezető könyvtárosa

### 2008
- Kereszturi József[6] a pécsi Városi Könyvtár igazgatója
- Keszeiné Barki Katalin, a Nyugat-magyarországi Egyetem Savaria Egyetemi Központ Könyvtárának igazgatója
- Kégli Ferenc, az Országos Széchényi Könyvtár nyugalmazott osztályvezetője
- Virágos Márta, a Debreceni Egyetem Egyetemi és Nemzeti Könyvtár főigazgatója
- Wojtilláné Salgó Ágnes, az Országos Széchényi Könyvtár Régi Nyomtatványok Tára osztályvezetője
- Zselinszky Lászlóné, a nyíregyházi Móricz Zsigmond Megyei és Városi Könyvtár osztályvezetője

### 2009
- Dippold Péter, az Országos Széchényi Könyvtár megbízott általános főigazgató-helyettese
- Fodor Péter, a Fővárosi Szabó Ervin Könyvtár főigazgatója
- Gráberné Bősze Klára, a budapesti V. kerületi Veres Pálné Gimnázium nyugalmazott könyvtárosa
- Monostori Imre, a Komárom-Esztergom Megyei Önkormányzat József Attila Megyei Könyvtár igazgatója
- Nemes Erzsébet, a Központi Statisztikai Hivatal Könyvtár főigazgatója
- Rátkai Erzsébet, a szegedi Somogyi Károly Városi és Megyei Könyvtár főkönyvtárosa

### 2010
- Bondor Erika, a budapesti Berzsenyi Dániel Gimnázium könyvtárostanára (felterjesztés)
- Fehérváry Klára, a Csorba Győző Megyei-Városi Könyvtár olvasószolgálati osztályvezetője
- Hangodi Ágnes, az Országos Széchényi Könyvtár Könyvtári Intézet osztályvezetője
- Lászlóné Nagy Ilona, a szolnoki Hild Viktor Városi Könyvtár és Közművelődési Intézet igazgatója
- Mender Tiborné, az Országos Idegennyelvű Könyvtár főigazgatója
- Pálvölgyi Mihály, a Nyugat-magyarországi Egyetem Savaria Egyetemi Központ, Könyvtár- és Információtudományi Intézeti Tanszék főiskolai tanára

### 2011
- Ásványi Ilona könyvtáros, a pannonhalmi Főapátsági Könyvtár igazgatóhelyettese
- Kovách Margit könyvtáros, a Fővárosi Szabó Ervin Könyvtár Szerzeményezési és Feldolgozó Osztály osztályvezetője
- Mikola Katalin, a Budapesti Corvinus Egyetem Közigazgatástudományi Kar Könyvtárának könyvtárosa
- Somorjai Olga, az Országos Széchényi Könyvtár Színháztörténeti Tárának könyvtárosa
- Szilágyi Irén könyvtáros, a debreceni Méliusz Juhász Péter Könyvtár és Művelődési Központ megbízott igazgatója
- Szivi Józsefné könyvtáros, a Budapesti Corvinus Egyetem Központi Könyvtára gyűjteményszervezési igazgatója

### 2012
- Balla Mária nyugdíjas főkönyvtáros, a Kaposvári Egyetem főiskolai adjunktusa[7]
- Biczák Péter, a Pest Megyei Könyvtár nyugalmazott könyvtárigazgatója
- Erdeiné Törőcsik Katalin, a debreceni Kenézy Kórház Orvosi Könyvtárának vezetője
- Takács Anna, a tatabányai József Attila Megyei Könyvtár tájékoztató könyvtárosa
- Takáts Béla[8] könyvtáros, a szolnoki Verseghy Ferenc Könyvtár és Művelődési Intézet megbízott igazgatója
- Villám Judit könyvtáros, az Országgyűlési Könyvtár gyűjteményvezetője

### 2013
- Fehér Miklós István, az Országos Széchényi Könyvtár Könyvtári Intézet kutatási és szervezetfejlesztési osztályának munkatársa
- Fonyó Istvánné, a Budapesti Műszaki- és Gazdaságtudományi Egyetem OMIKK ny. főigazgatója
- Kokas Károly, a Szegedi Tudományegyetem Klebelsberg Kuno Könyvtárának főigazgató-helyettese
- Takács Ferenc, a pécsi Apáczai Nevelési és Általános Művelődési Központ Könyvtárának igazgatója

### 2014
- Bazsóné Megyes Klára, az érdi Csuka Zoltán Városi Könyvtár nyugalmazott könyvtárigazgatója
- Sohajdáné Bajnok Katalin, az egri Bródy Sándor Megyei és Városi Könyvtár igazgatóhelyettese
- Szellőné Fábián Mária, a Pécsi Tudományegyetem Egyetemi Könyvtárának főigazgató-helyettese
- Szita Gábor, az Országos Széchényi Könyvtár munkatársa, raktárosa

### 2015
- Laki-Lukács László, könyvtáros, helytörténeti kutató, néprajzi gyűjtő, vászonszövő
- Szilágyiné Bánfi Szilvia, az Országos Széchényi Könyvtár tudományos kutatója
- Strasszer Mihályné, az Óbudai Egyetem Könyvtárának könyvtárigazgatója
- Várterész Cecília, a debreceni Méliusz Juhász Péter Könyvtár igazgatóhelyettese

### 2016
- Bánkeszi Lajosné, az Országos Széchényi Könyvtár, Könyvtári Intézet igazgatója
- Béniné Virág Mária, a Fővárosi Szabó Ervin Könyvtár könyvtár-informatikai csoportvezetője
- Budavári Klára, gyermekkönyvtáros, a Magyar Könyvtárosok Egyesülete Gyermekkönyvtáros Szekció Archiválva 2016. szeptember 14-i dátummal a Wayback Machine-ben alelnöke
- Naszádos Edit Mária, a Magyar Tudományos Akadémia Könyvtár és Információs Központ Szakinformatikai Osztály osztályvezetője

### 2017
- Burmeister Erzsébet Hedvig, a Miskolci Egyetem Könyvtár, Levéltár, Múzeum főkönyvtárosa, volt főigazgatója
- Nagy Zoltán, az Országos Széchényi Könyvtár nyugalmazott könyvtárosa, a Magyar Könyvtárosok Egyesülete Műszaki Könyvtáros Szekció elnöke

### 2018
- Fülöp Ágnes, a Központi Statisztikai Hivatal Könyvtár nyugalmazott főigazgatója
- Fülöp Attiláné, a Gödöllői Városi Könyvtár és Információs Központ nyugalmazott igazgatója

### 2019
- Pappné Beke Judit, a keszthelyi Fejér György Városi Könyvtár igazgatója
- Rácz Ágnes, az Országos Széchényi Könyvtár gyűjteményszervezési igazgatója
- Rakonczás Szilvia, a Békés Megyei Könyvtár könyvtárosa, igazgatója
- Szakmári Klára Budapest XXII. kerületi Budai Nagy Antal Gimnázium nyugalmazott könyvtárostanára

### 2020
- Kovácsné Pázmándi Ágnes okl. könyvtáros-református lelkész, a Dunamelléki Református Egyházkerület Ráday Könyvtárának munkatársa [12]
- Nagy Zsuzsanna, a Budapesti Corvinus Egyetem Egyetemi Könyvtár főigazgatója.[12]

### 2021
- Horváth Sándor Domonkos, a Dr. Kovács Pál Megyei Könyvtár és Közösségi Tér igazgatója
- Prokai Margit főkönyvtáros, a II. Rákóczi Ferenc Megyei és Városi Könyvtár igazgatója

### 2022
- Hubert Gabriella, az Evangélikus Országos Gyűjtemény nyugalmazott igazgatója, irodalom- és könyvtörténész,
- Keveházi Katalin, a Szegedi Tudományegyetem Klebelsberg Kuno Könyvtár főigazgatója.

### 2023
- Gál Tibor főkönyvtáros, az Eszterházy Károly Katolikus Egyetem Tittel Pál Könyvtárának főigazgató-helyettese,
- Horváth József könyvtáros, a Dr. Kovács Pál Könyvtár és Közösségi Tér volt igazgatóhelyettese.

### 2024
- Drótos László, az Országos Széchényi Könyvtár rendszerkönyvtárosa,
- Karácsony Gyöngyi, a Debreceni Egyetem Egyetemi és Nemzeti Könyvtárának főigazgatója.